# Syzygium robustum
Syzygium robustum är en myrtenväxtart som beskrevs av Friedrich Anton Wilhelm Miquel. Syzygium robustum ingår i släktet Syzygium och familjen myrtenväxter. Inga underarter finns listade i Catalogue of Life.